# جاك كارلسون
جاك كارلسون (بالإنجليزية: Jack Carlson)‏ هو لاعب هوكي الجليد أمريكي، ولد في 23 أغسطس 1954 في فيرجينيا في الولايات المتحدة.

## وصلات خارجية
- جاك كارلسون على موقع دوري الهوكي الوطني (الإنجليزية)
- جاك كارلسون على موقع قاعة مشاهير الهوكي (لاعب أن.إتش.أل) (الإنجليزية)
- جاك كارلسون على موقع EliteProspects.com (الإنجليزية)
- جاك كارلسون على موقع HockeyDB.com (الإنجليزية)
- جاك كارلسون على موقع Hockey-Reference.com (الإنجليزية)